# Північні Афіни
Північні Афіни (грец. Περιφερειακή Ενότητα Βορείου Τομέα Αθηνών) — це периферійна одиниця з поєднання дванадцяти самоврядних утворень, що простягаються північно-східною частиною периферії Аттика та оточені Парнітою, Пентелі, Іметтом та Турковунією.
Центр утворення Кіфісія, міський центр Марусі і периферійні муніципалітети Ліковрісі-Пефкі, Пентелі, Халандрі, Психіко, Вріліссія, Ая-Параскеві, Дімос Папагу, Іракліо Неа-Іонія, Метаморфосі з Ахарнесом (Варибобі та Тракомакедонас).
Населення Північних Афін 592490 жителів, щільність 4263,22 жителя на км². Його площа становить 138,78 км².
Посаду заступника регіонального губернатора обіймає Лукія Кефалогіанні з 2019 року. Президент Асоціації Північних Афін є мером найгустонаселенішого муніципалітету Халандрі.
Периферійна одиниця межує з Центральними Афінам, що міститься в муніципалітеті Афіни, та Східною Аттикою, із центром у Палліні.

## Склад
Периферійна одиниця Північні Афіни включає такі муніципалітети:
- Ая-Параскеві
- Марусі
- Вріліссія
- Іракліо
- Кіфісія
- Ліковрісі-Пефкі
- Метаморфосі
- Неа-Іонія
- Папагос-Холаргос
- Пентелі
- Філотеї-Психікон
- Халандрі
- Діоніса

## Транспортне сполучення
Дорожне кільце комплексу утворено національною дорогою Афіни-Ламія на заході, провінційною дорогою Діонісос на півночі, проспектом Маратонос та кільцевою дорогою Імтос на сході та кільцевою дорогою Турковунія на півдні. Комплекс перетинає проспект Кіфісіаса вертикально та Аттікі Одос горизонтально. Важливими дорогами є, серед інших, проспект Кімі (Тракомакедонес), проспект Іракліон, проспект Дукісіс Плакентіас та Спіру-Луї.

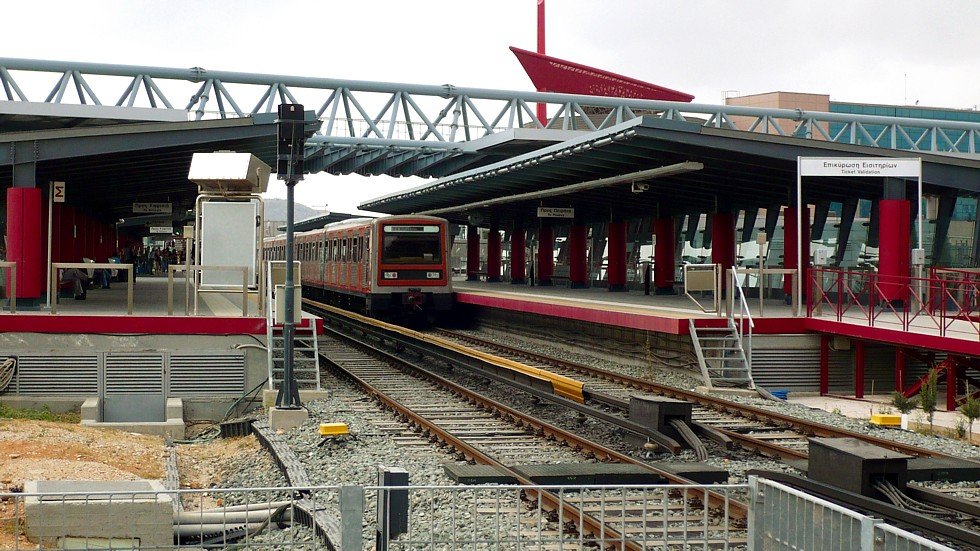
Електрична лінія (Афінський метрополітен) проходить через Північні Афіни і розгалужується із приміською залізницею.

Комплекс обслуговується зеленою (електричною) та синьою лінією метро та приміською залізницею.

## Джерела

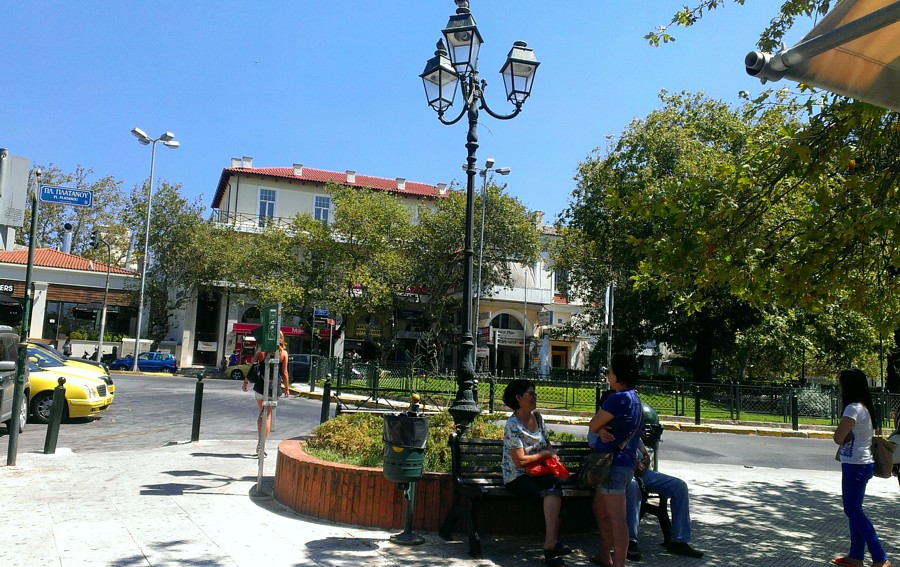
Площа Кіфісія
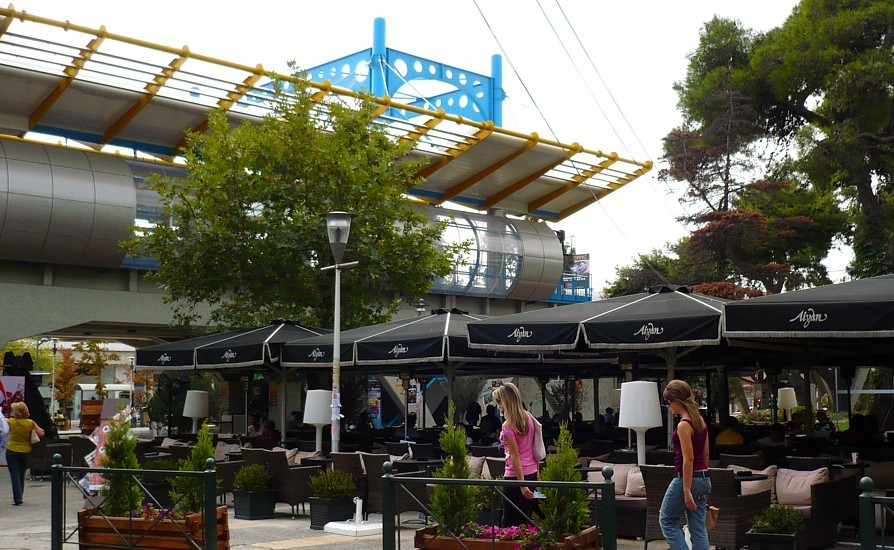
Площа Маруссі
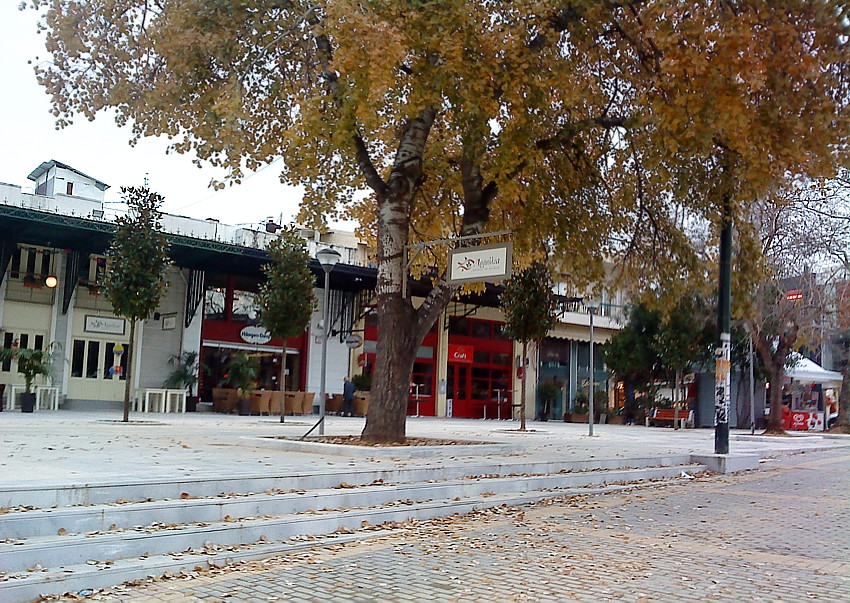
Площа Халандрі
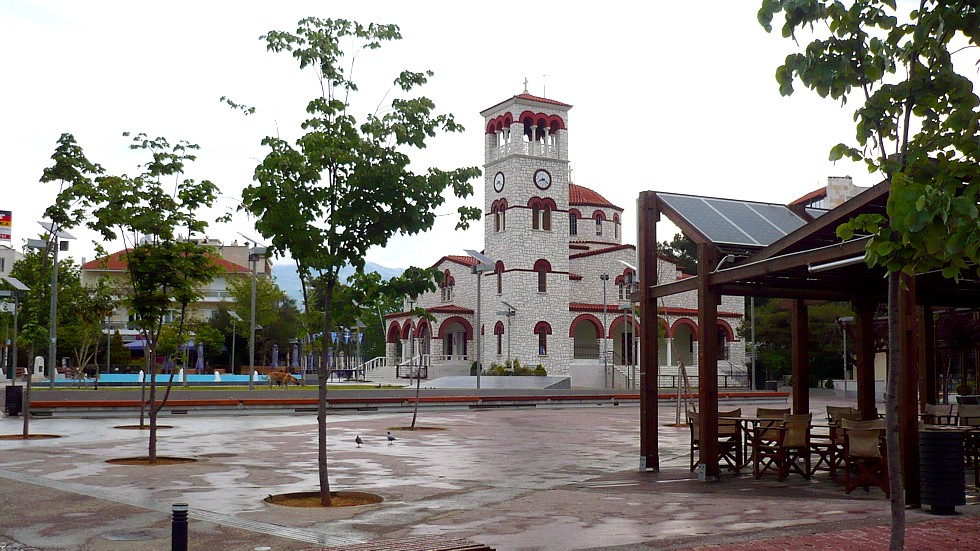
Площа Врілісія
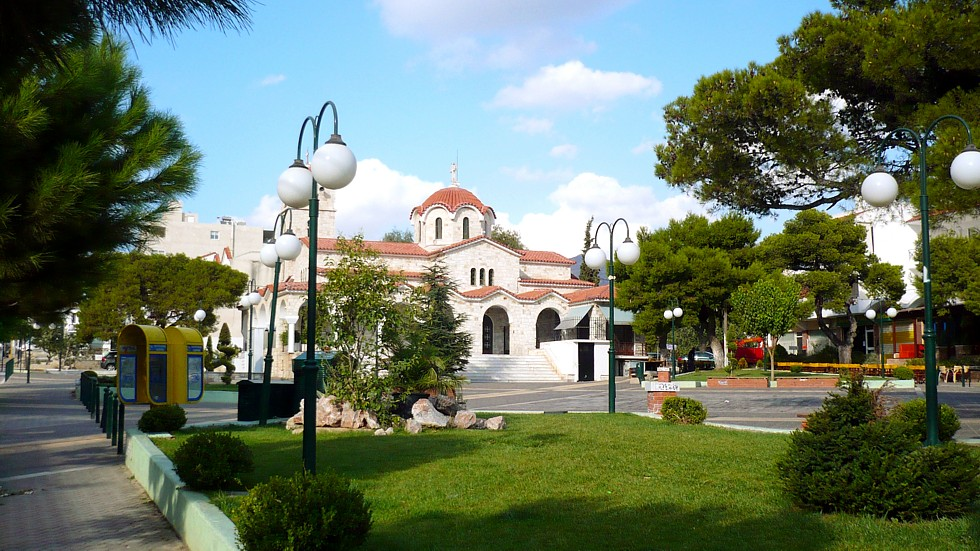
Площа Мелісія
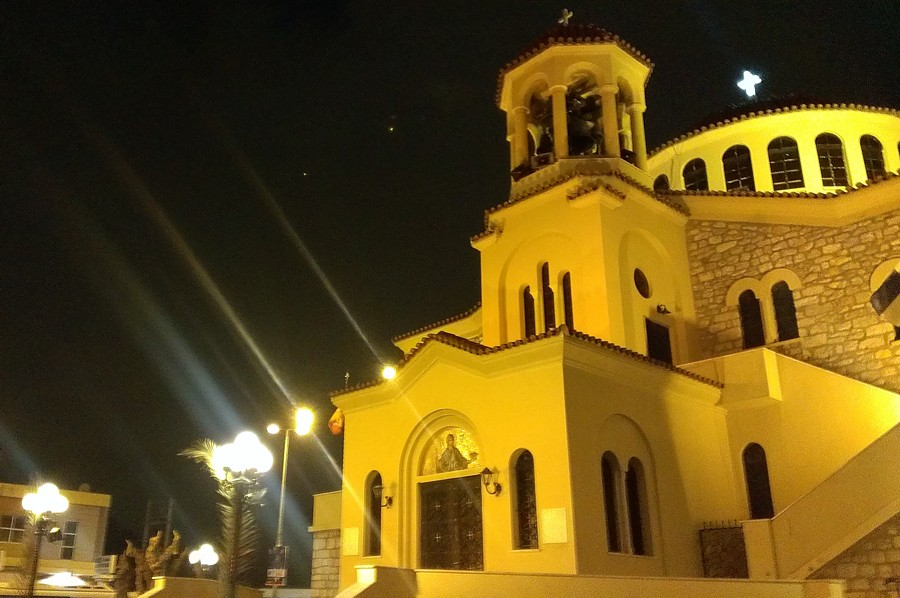
Страсна п’ятниця
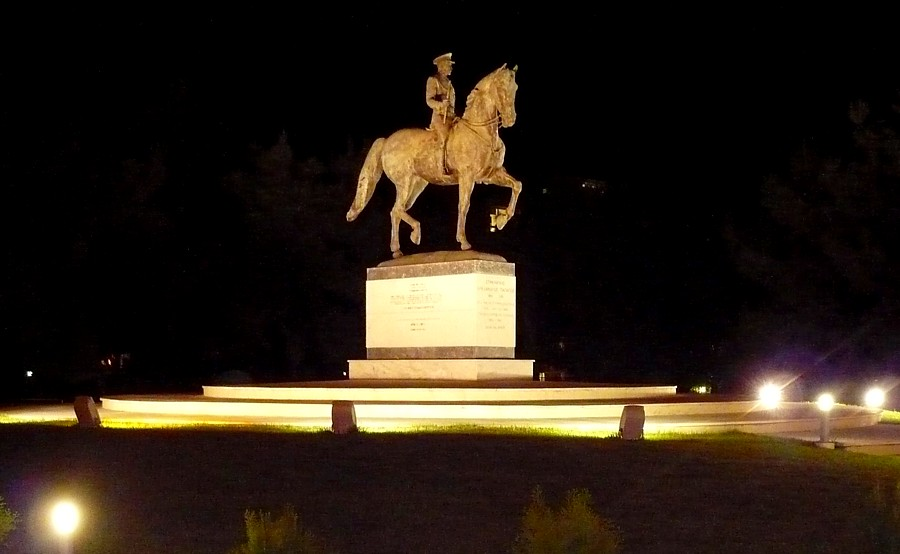
Андріас Папагу
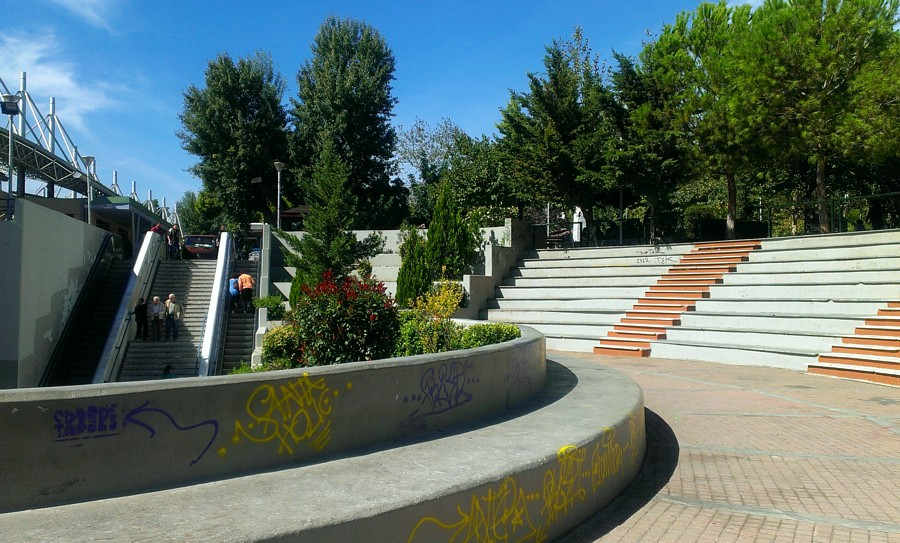
Нова площа Іракліона
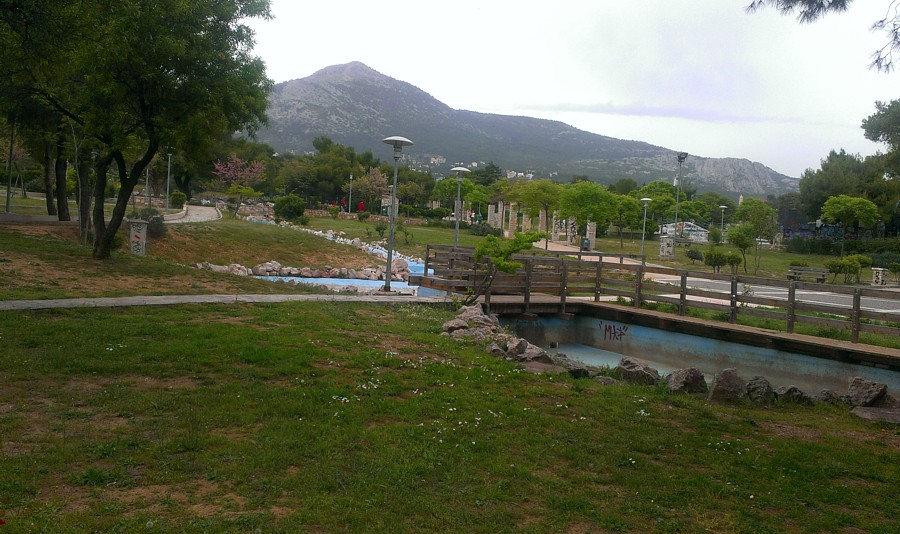
Площа Тракомакедонон
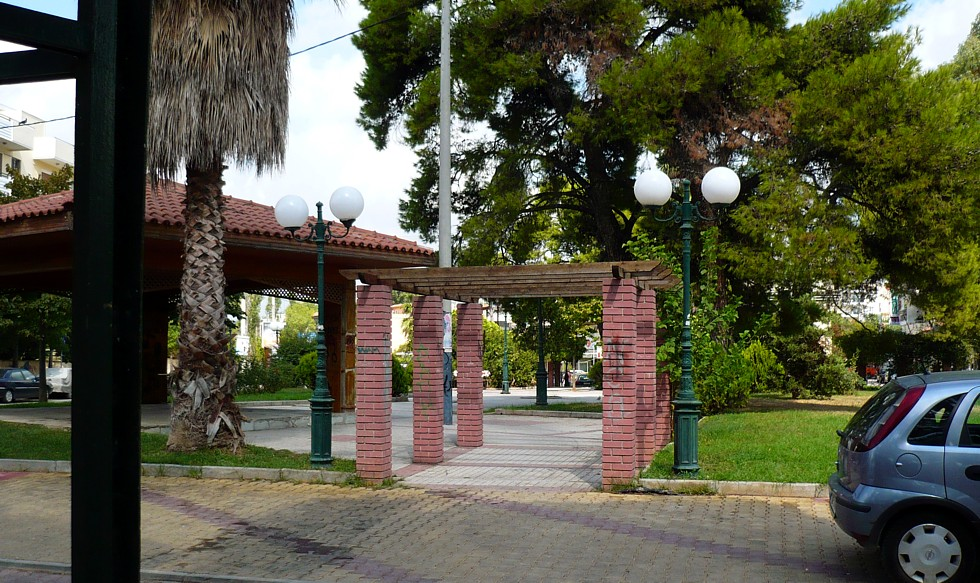
Площа Пефкі
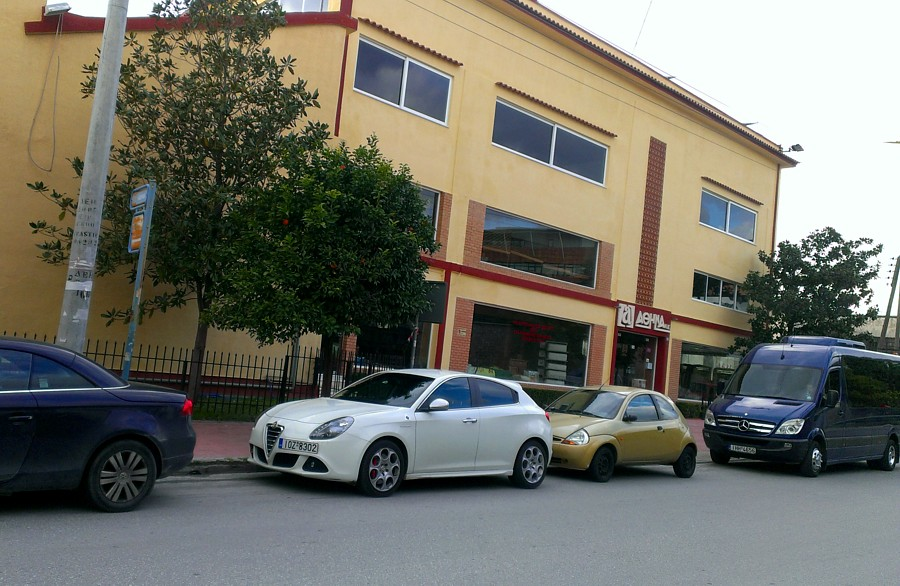
Ремесла Неа Іонії
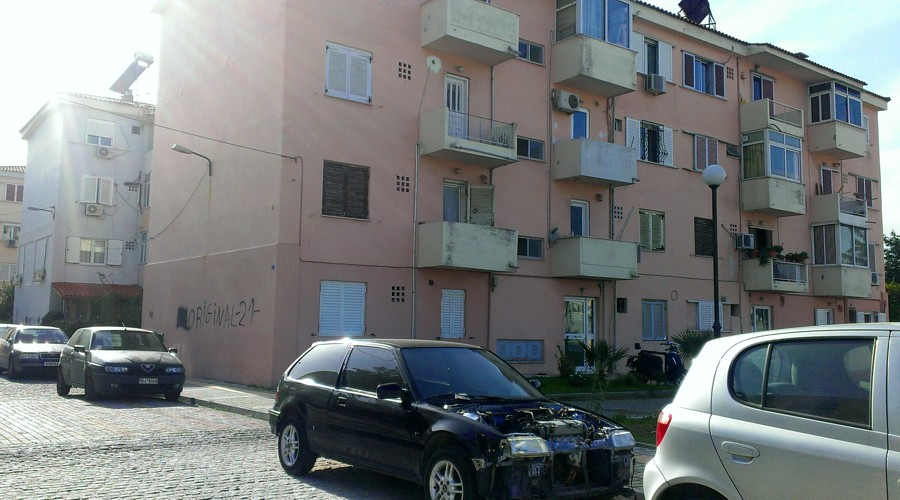
Робочі резиденції Метаморфосі